# Alwine Hotter
Alwine Hotter (* 29. April 1895 in Graz; † 5. September 1995 ebenda) war eine österreichische Malerin, Grafikerin und Kunstgewerblerin.

## Leben
Alwine Hotter war eine Tochter von Eduard Hotter (1861–1937), Direktor der landwirtschaftlich-chemischen Landesversuchsstation in Graz, und dessen Ehefrau Ottoni, geb. Merz. Sie hatte einen jüngeren Bruder († 1981), der Jurist wurde.
Nach dem Besuch des Mädchen-Lyzeums in ihrer Geburtsstadt Graz studierte Alwine Hotter von 1912 bis 1915 an der dortigen Landeskunstschule, wo sie eine Schülerin von Anton Marussig und Alfred Schrötter von Kristelli war. Zu ihren Mitschülern gehörte Paul Schmidtbauer, mit dem sie ein Leben lang befreundet blieb. Sie setzte ihre Studien für ein Jahr in München in der privaten Malschule von Heinrich Knirr und bei Hermann Groeber fort.
Ab 1918 war Hotter als freischaffende Künstlerin in Graz tätig. Sie pflegte unter anderem Freundschaften mit den Kunstgewerblerinnen Gisa Kerl, verh. Pferschy, und Maria Rieder. Zu dem Schriftsteller Julius Franz Schütz, für den sie zwei Bücher illustrierte, unterhielt sie eine unglücklich verlaufende Liebesbeziehung, die sie später in Malereien und Grafiken verarbeitete.
Von 1917 bis 1919 war Hotter Mitglied der in Graz ansässigen Vereinigung Bildender Künstler Steiermarks, deren Ausstellungen sie beschickte. 1919 gehörte sie zu den Gründungsmitgliedern des Werkbundes Freiland, eine alle Künste umfassende Vereinigung, mit der international orientierte Vertreter der jungen steiermärkischen Künstlergeneration der Nachkriegszeit eine Neuorientierung der Kunst und Kultur herbeiführen wollten. Diese traf jedoch mit ihrem Engagement für den Expressionismus auf Widerstand im konservativen Bürgertum und löste sich bereits 1922 wieder auf. Neben Ausstellungen des Werkbundes Freiland nahm Hotter in den 1920er Jahren unter anderem auch an Expositionen des Steiermärkischen Kunstvereins, dessen Mitglied sie war, und der Steirischen Kunstschau teil. 1924 wurde sie mit der silbernen Medaille der Stadt Graz ausgezeichnet. 1926 erhielt sie für ihre Gesamtleistung die goldene Staatsmedaille.
Mitte der 1920er Jahre begann Hotter, in den Sommermonaten nach Kärnten an den Faaker See zu reisen. Dort führte sie ein naturnahes Leben und baute später ein Ferienhaus, das sie mit Reliefs und Schnitzereien ausgestaltete. In den 1930ern unternahm sie Reisen im Raum Steiermark, nach Dalmatien und Ungarn, wo sie als Hauslehrerin arbeitete. Ihre Ausstellungstätigkeit stellte sie nun ein. Gelegentlich übernahm sie künstlerische Aufträge wie die Bemalung von Kapellen. Zum 5. März 1933 trat sie der NSDAP bei (Mitgliedsnummer 1.455.925).
Nach Ende des Zweiten Weltkriegs war Hotter nur noch sporadisch künstlerisch tätig, restaurierte und bemalte Bauernmöbel. Sie führte ihrem Bruder den Haushalt. Ab 1970 erhielt sie eine Ehrenpension des Landes Steiermark und des Bundes. 1991 zog sie in ein Altersheim in Graz. Dort starb sie 1995 im Alter von 100 Jahren.
Ein Porträt des Architekten Rudolf Hofer, das der Neuen Galerie Graz vermacht wurde, erweckte aufgrund seiner hohen Qualität wieder das Interesse an Alwine Hotter und führte 2006 zu einer Einzelausstellung in der Hofgalerie der Neuen Galerie Graz.

## Werk
Alwine Hotter malte vor allem Porträts und Landschaften, zunächst noch im realistischen Stil der Münchner Malerei der Jahrhundertwende bzw. der Dachauer Malerschule, bevor sie um 1920 zu einer lockeren, expressiven Pinselführung und kräftigen kontrastreichen Farben überging. Teilweise zeigen ihre Porträts auch Einflüsse des Jugendstils. Charakteristisch ist Hotters sensible Annäherung an die Charaktere der porträtierten Personen.
Zu den grafischen Arbeiten von Hotter zählen Tuschfederzeichnungen, Holzschnitte und Linolschnitte, die sie häufig als Zyklen schuf. Hervorzuheben ist ihr 13-teiliger Linolschnitt-Zyklus Liebesleben der feinen Gesellschaft (1921), den Kunsthistorikerin Susanna Partsch mit seiner Expressivität zu den besten Arbeiten der Künstlerin zählt. Hotter gestaltete auch Illustrationen und Exlibris. Thematisch beschäftigte sie sich – oft kritisch und sarkastisch – mit Beziehungen zwischen den Geschlechtern einschließlich Erotik sowie jenseitig-mystischen und traumhaften bzw. alptraumhaften Motiven.
Nachdem Hotter die Malerei aufgegeben hatte, war sie weiterhin im Übergangsbereich zwischen Kunst und Kunsthandwerk tätig. Sie schnitzte skulpturale Objekte aus Holz, bevorzugt zu esoterischen und symbolischen Themen. Sie restaurierte Bauernmöbel, verfertigte Gebrauchsgegenstände und Mobiliar.
Werke (Auswahl)
- Dörfliche Landschaft mit Wiese und Bach, 1916, Leinwand/Pappe, 43 × 33,5 cm, Neue Galerie Graz[6]
- Porträt des Dichters Julius Franz Schütz, 1917, Leinwand, 73 × 52 cm, Neue Galerie Graz[6]
- Selbstporträt mit Hut, ca. 1917/1918, Öl auf Leinwand, 32,2 × 31,1 cm, Neue Galerie Graz
- Die Rattenfängerin, 1918, Öl auf Leinwand, 36 × 36 cm
- Julius Schütz in japanischer Tracht, 1918, Öl auf Leinwand, 116 × 80 cm, Stadtmuseum Mureck
- Phantastische Szene mit Kind und Harpyien, ca. 1920, Öl auf Leinwand, 80 × 70 cm, Neue Galerie Graz
- Phantastische Folterszene, ca. 1920, Öl auf Leinwand, 63 × 58 cm, Neue Galerie Graz
- Der Größenwahn, Der Geizige, Verfolgungswahn, Perversität, Tuschzeichnungen, 1920 Ausstellung Freiland bei Wiener Secession[7]
- Landschaft bei St. Josef, Murufer, Bildnis Frau Schmidtbauer, Ölbilder, 1920 Ausstellung Freiland bei Wiener Secession
- Die Blutrünstige, Pastell, 1920 Ausstellung Freiland bei Wiener Secession
- Liebesleben der feinen Gesellschaft, 1921, 13 Linolschnitte auf Papier, 22,5 × 18 cm
- Porträt Ernst Fischer, um 1923, Leinwand, 61 × 42 cm, Neue Galerie Graz[6]
- Portrait des Architekten Rudolf Hofer, 1920er Jahre, Öl
- Exlibris für Julius Franz Schütz, Steiermärkische Landesbibliothek[8]

## Ausstellungen (Auswahl)
- 1917–1919: Vereinigung Bildender Künstler Steiermarks, Graz
- 1920, 1921: Werkbund Freiland, Graz
- 1921: Steirische Kunstschau, Landesmuseum Joanneum, Graz
- 1925: Steirische Kunstschau, Grazer Herbstmesse, Graz
- 1924, 1926, 1932: Steiermärkischer Kunstverein[9]
- 1928: Steirische Jubiläumskunstschau, Industriehalle, Graz
- 1997: Im Hochsommer der Kunst, Schloss Eggenberg, Graz
- 2006: Alwine Hotter: eine Grazer Expressionistin, Neue Galerie Graz[4]
- 2018: Wer bist du? Porträts aus 200 Jahren, Neue Galerie Graz
- 2020: Ladies first! Künstlerinnen in und aus der Steiermark 1850–1950, Neue Galerie Graz